# ポルシェ・919ハイブリッド
ポルシェ・919ハイブリッド (Porsche 919 Hybrid) は、ポルシェが2014年から2017年にかけてFIA 世界耐久選手権 (WEC) で使用したプロトタイプ。開発コードナンバーは“9R9”。

## 概要

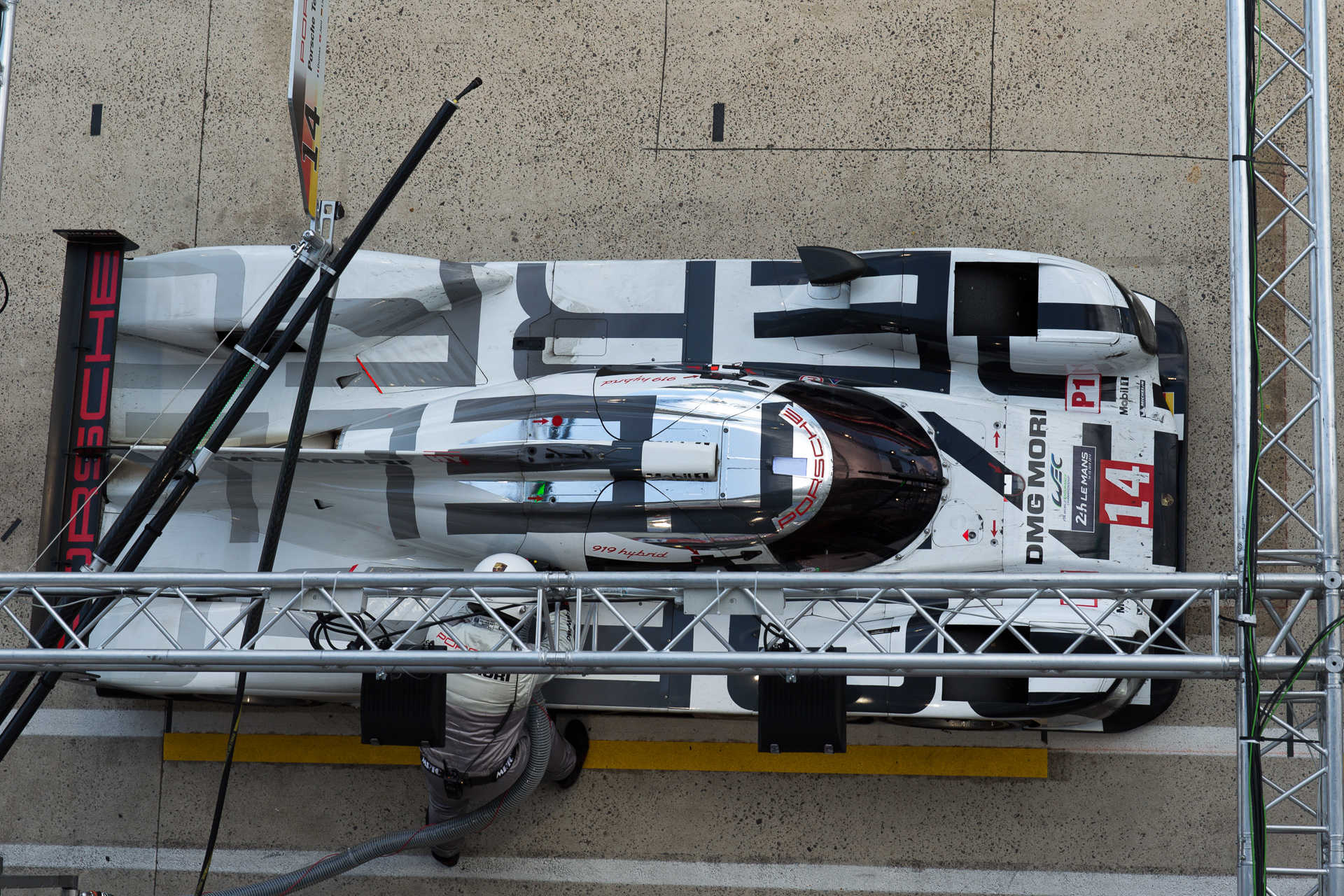
919ハイブリッド（2014年ル・マン24時間）

2011年7月、ポルシェはニューマシンを新開発して2014年のル・マン24時間レースにワークス体制で復帰することを表明。2014年のWEC新レギュレーションに準拠するハイブリッド・プロトタイプ (LMP1-H) として919ハイブリッドを開発した。"919"というネーミングにはル・マンで初優勝した917や、ハイブリッド・スポーツカー918との連続性が込められている。
2013年6月にカモフラージュペイントの状態でシェイクダウンを行い、2014年3月4日のジュネーブ・モーターショーにて正式公開された。カラーリングは白地にグレーのラインが縦横に走り、上面から見ると"PORSCHE INTELLIGENT PERFORMANCE"という標語の一部を成していることが分かる。DMG森精機のグループ企業であるDMG森精機AGがオフィシャルパートナーに就き、ノーズやシャークフィンに同社のロゴ (DMG MORI) が描かれた。

## 特徴

### シャーシ
ダラーラが関与したカーボンファイバーとアルミニウムハニカム コアからなるコンポジットマテリアル構造のモノコック。

### エンジン
エンジンは2,000ccのV型4気筒ガソリン直噴エンジンにシングルターボを装着。最高回転数9000回転、最高出力500PS。
また、ブレーキング時の運動エネルギー回生と、エンジン排気の熱エネルギー回生、及びウェイストゲートバルブに取り付けられたタービンによる発電というエネルギー回生システムが搭載される。回生した電力はリチウムイオンバッテリーに蓄電される。回生できるエネルギー放出量は、2014年シーズンの仕様は6MJ（メガジュール）であったが、2015年シーズンの仕様は8MJに引き上げられた。

## レース活動

### 2014年
WEC参戦初年度の2014年シーズンは2台体制でエントリー。ドライバーは14号車がロマン・デュマ/ニール・ジャニ/マルク・リープ、20号車がティモ・ベルンハルト/ブレンドン・ハートレイ/マーク・ウェバーというラインナップを組んだ。F1で個人通算9勝を記録したウェバーは、2013年一杯でF1を引退してからポルシェのワークスチームに加入した。
最終戦サンパウロにて20号車が初優勝をもたらした。

### 2015年

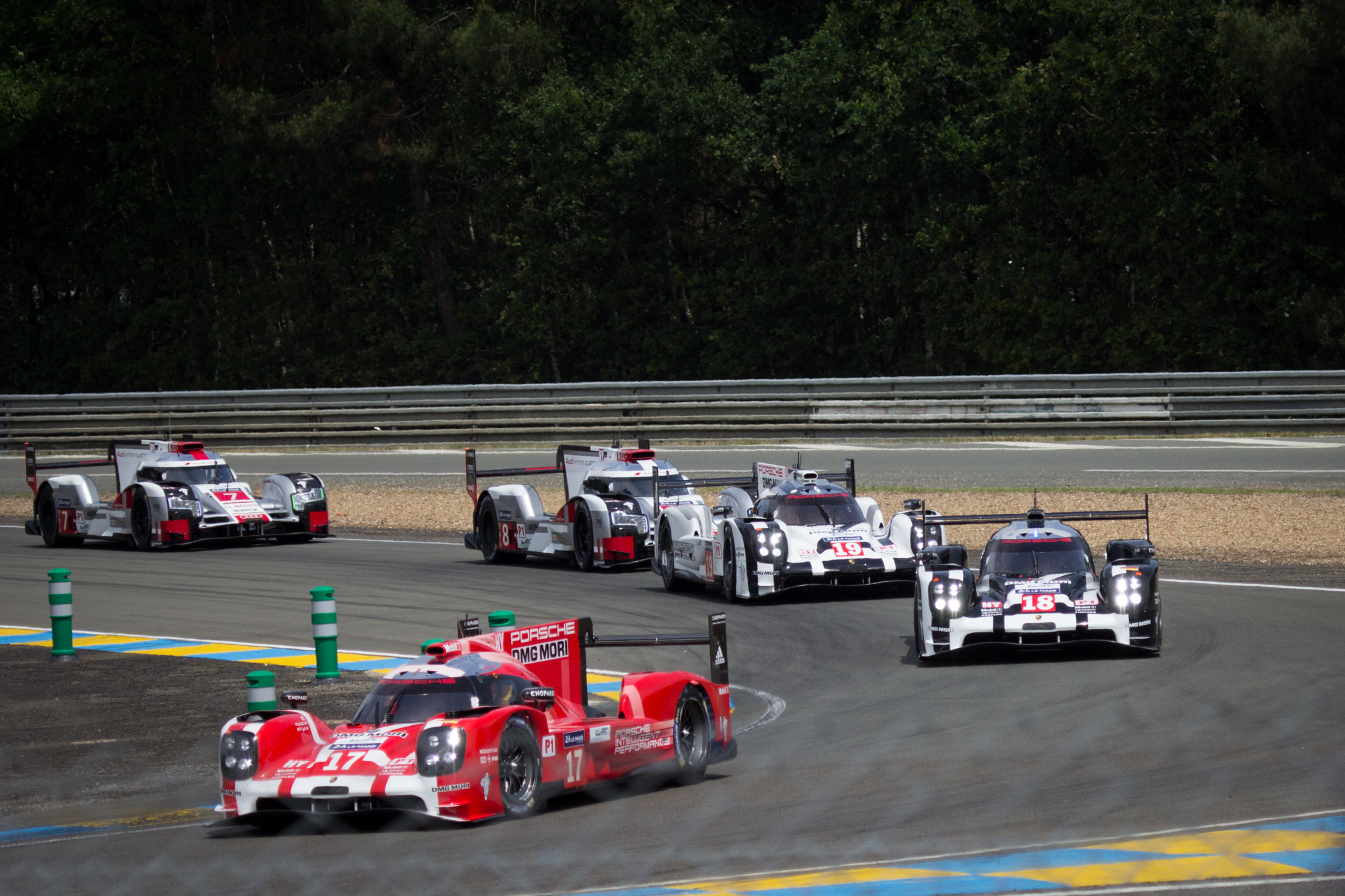
ル・マン24時間で走行中の919ハイブリッド17・18・19号車

2015年型ポルシェ919ハイブリッドは、2014年型のコンセプトを保持しつつもシャシーのデザインは大幅に再設計され、エンジンに関しても1周あたりのエネルギー放出量が8MJに拡大された。シリーズのレギュラードライバーは前年と変更なく、17号車がティモ・ベルンハルト/ブレンドン・ハートレイ/マーク・ウェバー、18号車がロマン・デュマ/ニール・ジャニ／マルク・リープというラインナップ。第2戦スパ・フランコルシャンと第3戦ル・マン24時間には、19号車を3台目のマシンとしてニコ・ヒュルケンベルグ/アール・バンバー/ニック・タンディをエントリーする。
開幕戦、第2戦では速さを見せたもののアウディの後塵を拝したが、ル・マン24時間ではサードカーの19号車がポルシェワークスとして17年ぶり、通算17勝目の栄冠を得た。ヒュルケンベルグはF1にレギュラー参戦しながら、ル・マンウィナーという称号を手にした。ル・マン後のWECでは、アウディやトヨタを圧倒する走りを見せつけ、全てのレースを制し、マニュファクチャラーズ、ドライバーズの両タイトルを独占した。

### 2016年

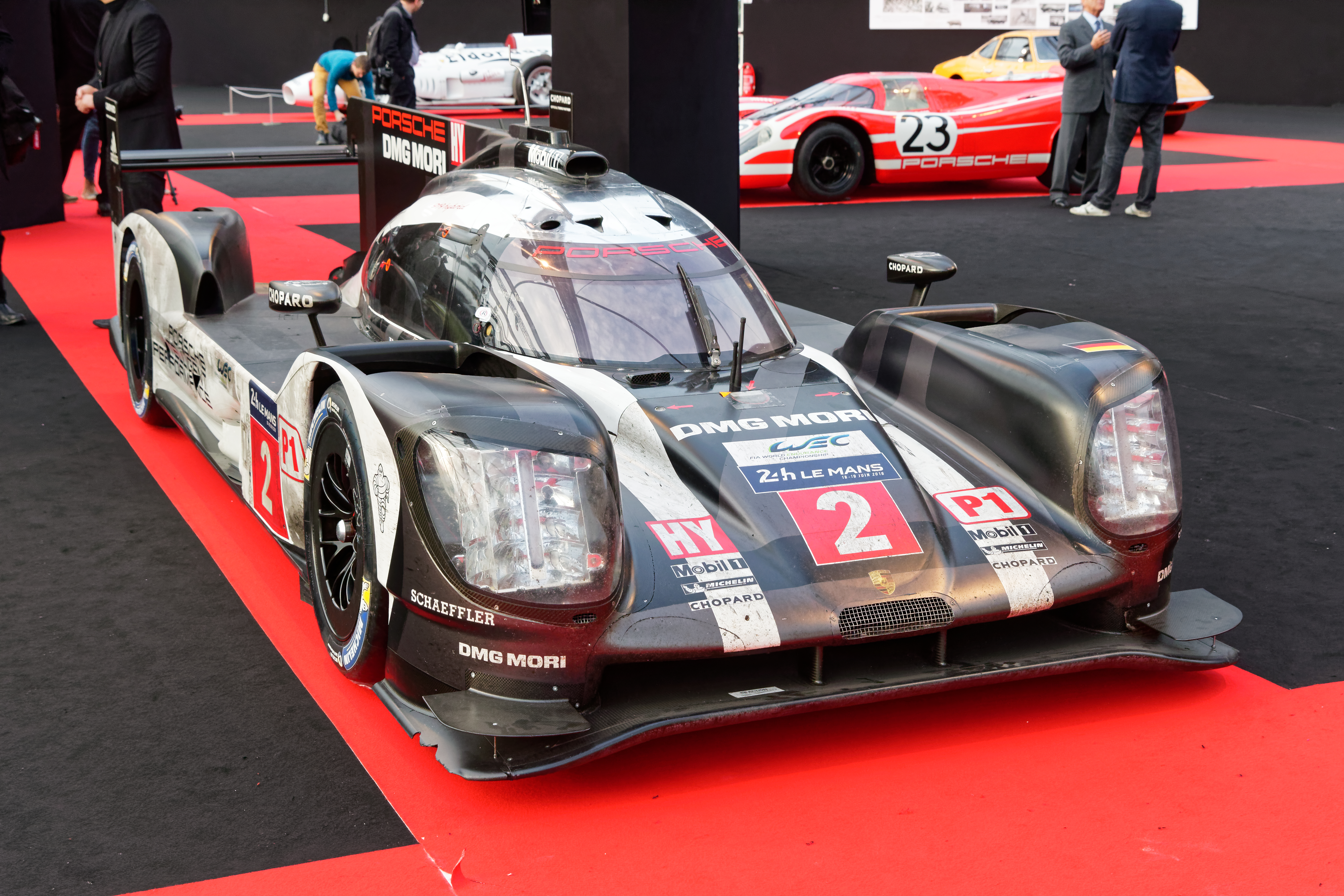
2016ル・マン24時間で優勝した2号車

WECはサードカーを廃して2台体制に戻る。レギュラードライバーは継続。ウェバーは今シーズン限りでレーサーとしての現役活動を終えた。
この年のル･マン24時間レースでは、中嶋一貴/セバスチャン・ブエミ/アンソニー・デビットソン組のトヨタ・TS050 HYBRID5号車とル･マン史上に残る壮絶な戦いを展開。残り時間僅かで起きたトヨタ5号車のトラブルにより、ニール・ジャニ/ロマン・デュマ/マルク・リープ組の2号車が、前年に続き、ポルシェにとって通算18回目となるル・マン優勝を成し遂げた。2016年シーズンもマニュファクチャラーズ、ドライバーズの両タイトルを連覇したが、これには、アウディのミスやトヨタの不運に助けたられたという側面も多く、スピード面では、2015年度程のアドバンテージを保っていたわけではない。

### 2017年

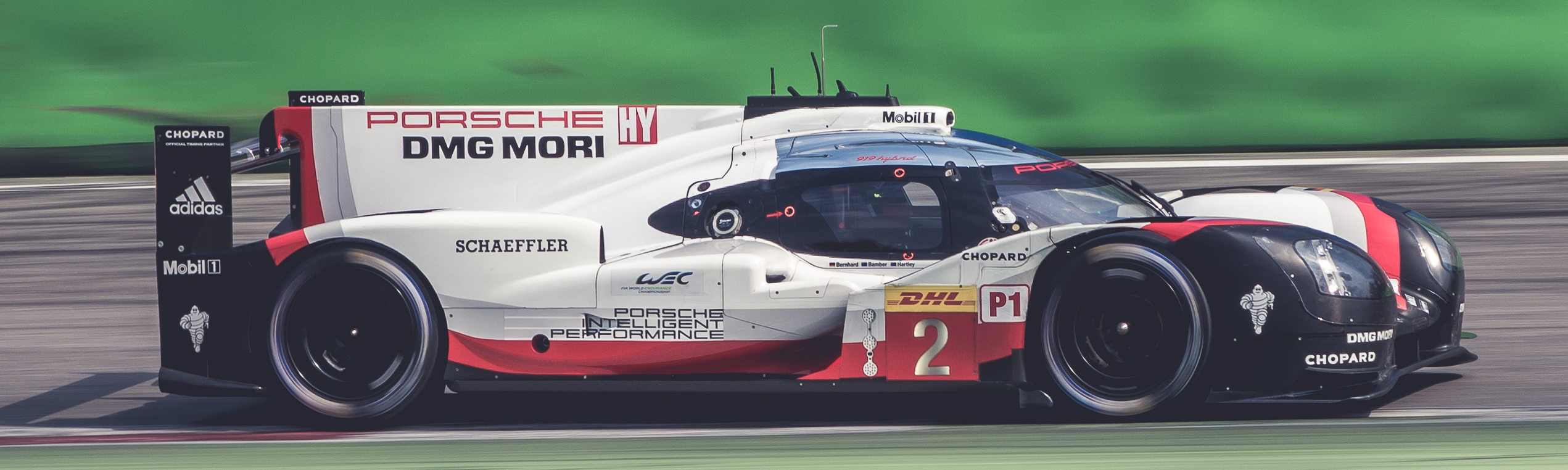
919ハイブリッド（2017年）

2016年度をもってWECから撤退したアウディよりアンドレ・ロッテラーをワークスドライバーとして迎え入れ、1号車がニール・ジャニ/ニック・タンディ/アンドレ・ロッテラー、2号車がティモ・ベルンハルト/ブレンドン・ハートレイ/アール・バンバーというラインナップ。カラーリングは白地に赤と黒を配色したデザインに変更された。
開幕戦、第2戦は、ハイダウンフォース仕様の空力パッケージを採用したトヨタ・TS050 HYBRIDの後塵を拝した。第3戦ル・マン24時間レースは上位勢が軒並みトラブルに見舞われる波乱の展開の中で、2号車がフロントモータートラブルによる約1時間以上に及ぶピット作業の遅れを挽回し、ポルシェのル・マン3連覇（通算19勝）を達成した。
第4戦ニュルブルクリンクよりハイダウンフォース仕様のマシンを投入し、第5戦メキシコシティ、第6戦COTAまで3戦連続1-2フィニッシュを果たした。しかし、7月28日にポルシェは今季限りでWECのLMP1クラスから撤退し、フォルクスワーゲングループの同門であるアウディと同じく、2019年からフォーミュラEに参戦すると発表した（GTEクラスでのワークス活動は継続)。
チャンピオン決定の可能性があった第7戦富士では2号車がポールポジションを獲得するものの、台風による雨に翻弄され、1号車が3位、2号車が4位に終わる。第8戦上海では序盤に1号車がトラブルで失速したものの、2号車は2位でフィニッシュし、2017年のドライバーズタイトル及び3年連続のコンストラクターズタイトルを決めた。ポルシェにとって最終戦となったバーレーンでは1号車がポールポジションを獲得。優勝はトヨタ8号車に奪われたものの2号車が2位、1号車が3位でフィニッシュし、4年に渡るWECを締めくくった。

## 戦績
| 年   | チーム         | クラス | No. | ドライバー             | Rds. | 1       | 2     | 3       | 4     | 5     | 6     | 7     | 8       | 9     | Pts. | Pos. |
| ---- | -------------- | ------ | --- | ---------------------- | ---- | ------- | ----- | ------- | ----- | ----- | ----- | ----- | ------- | ----- | ---- | ---- |
| 2014 | ポルシェチーム | LMP1-H | 14  | マルク・リープ         | All  | SIL Ret | SPA 4 | LMS 4   | COA 4 | FUJ 4 | SHA 3 | BHR 2 | SÃO 1   |       | 193  | 3位  |
| 2014 | ポルシェチーム | LMP1-H | 14  | ロマン・デュマ         | All  | SIL Ret | SPA 4 | LMS 4   | COA 4 | FUJ 4 | SHA 3 | BHR 2 | SÃO 1   |       | 193  | 3位  |
| 2014 | ポルシェチーム | LMP1-H | 14  | ニール・ジャニ         | All  | SIL Ret | SPA 4 | LMS 4   | COA 4 | FUJ 4 | SHA 3 | BHR 2 | SÃO 1   |       | 193  | 3位  |
| 2014 | ポルシェチーム | LMP1-H | 20  | ティモ・ベルンハルト   | All  | SIL 3   | SPA 8 | LMS NC  | COA 5 | FUJ 3 | SHA 6 | BHR 3 | SÃO Ret |       | 193  | 3位  |
| 2014 | ポルシェチーム | LMP1-H | 20  | マーク・ウェバー       | All  | SIL 3   | SPA 8 | LMS NC  | COA 5 | FUJ 3 | SHA 6 | BHR 3 | SÃO Ret |       | 193  | 3位  |
| 2014 | ポルシェチーム | LMP1-H | 20  | ブレンドン・ハートレイ | All  | SIL 3   | SPA 8 | LMS NC  | COA 5 | FUJ 3 | SHA 6 | BHR 3 | SÃO Ret |       | 193  | 3位  |
| 2015 | ポルシェチーム | LMP1   | 17  | ティモ・ベルンハルト   | All  | SIL Ret | SPA 3 | LMS 2   | NÜR 1 | COA 1 | FUJ 1 | SHA 1 | BHR 5   |       | 344  | 1位  |
| 2015 | ポルシェチーム | LMP1   | 17  | マーク・ウェバー       | All  | SIL Ret | SPA 3 | LMS 2   | NÜR 1 | COA 1 | FUJ 1 | SHA 1 | BHR 5   |       | 344  | 1位  |
| 2015 | ポルシェチーム | LMP1   | 17  | ブレンドン・ハートレイ | All  | SIL Ret | SPA 3 | LMS 2   | NÜR 1 | COA 1 | FUJ 1 | SHA 1 | BHR 5   |       | 344  | 1位  |
| 2015 | ポルシェチーム | LMP1   | 18  | ロマン・デュマ         | All  | SIL 2   | SPA 2 | LMS 5   | NÜR 2 | COA 5 | FUJ 2 | SHA 2 | BHR 1   |       | 344  | 1位  |
| 2015 | ポルシェチーム | LMP1   | 18  | ニール・ジャニ         | All  | SIL 2   | SPA 2 | LMS 5   | NÜR 2 | COA 5 | FUJ 2 | SHA 2 | BHR 1   |       | 344  | 1位  |
| 2015 | ポルシェチーム | LMP1   | 18  | マルク・リープ         | All  | SIL 2   | SPA 2 | LMS 5   | NÜR 2 | COA 5 | FUJ 2 | SHA 2 | BHR 1   |       | 344  | 1位  |
| 2015 | ポルシェチーム | LMP1   | 19  | ニコ・ヒュルケンベルグ | 2-3  | SIL     | SPA 6 | LMS 1   | NÜR   | COA   | FUJ   | SHA   | BHR     |       | 344  | 1位  |
| 2015 | ポルシェチーム | LMP1   | 19  | アール・バンバー       | 2-3  | SIL     | SPA 6 | LMS 1   | NÜR   | COA   | FUJ   | SHA   | BHR     |       | 344  | 1位  |
| 2015 | ポルシェチーム | LMP1   | 19  | ニック・タンディ       | 2-3  | SIL     | SPA 6 | LMS 1   | NÜR   | COA   | FUJ   | SHA   | BHR     |       | 344  | 1位  |
| 2016 | ポルシェチーム | LMP1   | 1   | ティモ・ベルンハルト   | All  | SIL Ret | SPA 4 | LMS 5   | NÜR 1 | MEX 1 | COA 1 | FUJ 3 | SHA 1   | BHR 3 | 324  | 1位  |
| 2016 | ポルシェチーム | LMP1   | 1   | マーク・ウェバー       | All  | SIL Ret | SPA 4 | LMS 5   | NÜR 1 | MEX 1 | COA 1 | FUJ 3 | SHA 1   | BHR 3 | 324  | 1位  |
| 2016 | ポルシェチーム | LMP1   | 1   | ブレンドン・ハートレイ | All  | SIL Ret | SPA 4 | LMS 5   | NÜR 1 | MEX 1 | COA 1 | FUJ 3 | SHA 1   | BHR 3 | 324  | 1位  |
| 2016 | ポルシェチーム | LMP1   | 2   | ロマン・デュマ         | All  | SIL 1   | SPA 2 | LMS 1   | NÜR 4 | MEX 4 | COA 4 | FUJ 5 | SHA 4   | BHR 6 | 324  | 1位  |
| 2016 | ポルシェチーム | LMP1   | 2   | ニール・ジャニ         | All  | SIL 1   | SPA 2 | LMS 1   | NÜR 4 | MEX 4 | COA 4 | FUJ 5 | SHA 4   | BHR 6 | 324  | 1位  |
| 2016 | ポルシェチーム | LMP1   | 2   | マルク・リープ         | All  | SIL 1   | SPA 2 | LMS 1   | NÜR 4 | MEX 4 | COA 4 | FUJ 5 | SHA 4   | BHR 6 | 324  | 1位  |
| 2017 | ポルシェチーム | LMP1   | 1   | ニール・ジャニ         | All  | SIL 3   | SPA 4 | LMS Ret | NÜR 2 | MEX 2 | COA 2 | FUJ 3 | SHA 3   | BHR 3 | 337  | 1位  |
| 2017 | ポルシェチーム | LMP1   | 1   | ニック・タンディ       | All  | SIL 3   | SPA 4 | LMS Ret | NÜR 2 | MEX 2 | COA 2 | FUJ 3 | SHA 3   | BHR 3 | 337  | 1位  |
| 2017 | ポルシェチーム | LMP1   | 1   | アンドレ・ロッテラー   | All  | SIL 3   | SPA 4 | LMS Ret | NÜR 2 | MEX 2 | COA 2 | FUJ 3 | SHA 3   | BHR 3 | 337  | 1位  |
| 2017 | ポルシェチーム | LMP1   | 2   | ティモ・ベルンハルト   | All  | SIL 2   | SPA 3 | LMS 1   | NÜR 1 | MEX 1 | COA 1 | FUJ 4 | SHA 2   | BHR 2 | 337  | 1位  |
| 2017 | ポルシェチーム | LMP1   | 2   | ブレンドン・ハートレイ | All  | SIL 2   | SPA 3 | LMS 1   | NÜR 1 | MEX 1 | COA 1 | FUJ 4 | SHA 2   | BHR 2 | 337  | 1位  |
| 2017 | ポルシェチーム | LMP1   | 2   | アール・バンバー       | All  | SIL 2   | SPA 3 | LMS 1   | NÜR 1 | MEX 1 | COA 1 | FUJ 4 | SHA 2   | BHR 2 | 337  | 1位  |

- 太字はポールポジション

## 919ハイブリッドEvo
ポルシェはレースから引退することとなった919ハイブリッドをベースに空力、足回り、パワートレインなど多方面からレギュレーションにとらわれない自由な環境でモディファイし、世界各地のモータースポーツイベントに参加させ、WECのルールにとらわれないマシン本来のポテンシャルを披露するとともにファンにお別れを告げる「919・トリビュート・ツアー」を実施するとアナウンスした。
2018年4月11日、ポルシェは919ハイブリッドの発展型である919ハイブリッドEvo (919 Hybrid Evo) を公開した。それと同時に、ニール・ジャニがドライブした919ハイブリッドEvoがスパ・フランコルシャンにおいて1分41秒770のタイムを記録し、これまでのラップレコードを更新したことが発表された。ジャニが記録したタイムは、2017年にルイス・ハミルトンがフォーミュラ1カーのメルセデス・W08で記録した予選タイム（1分42秒553）よりも0.783秒速く、通常の919ハイブリッドが2017年のWECで記録したポールポジションタイム（1分54秒097）よりも12秒以上速いものだった。このタイムを記録した周回で、ジャニはケメルストレートにおいて359 km/h (223.1 mph)を記録しており、1周の平均時速は245.61 km/h (152.6 mph)だった。
919ハイブリッドEvoが搭載するV4エンジンは通常型と同じものだが、燃料流量制限が存在しないため最高出力は500 PSから720 PS (530 kW; 710 hp)に増加しており、スパの1周で利用可能な回生エネルギー量もWECでの6.37メガジュールから8.49メガジュールに引き上げられたことで、電気モーターの出力も400 PSから440 PS (324 kW; 434 hp)に増加した。システム合計での出力は1,160 PS (853 kW; 1,144 hp)になる。軽量化により重量は39kg削減され、乾燥重量は849 kg (1,872 lb)となった。大がかりな空力アップデートも加えられており、2017年WECスパの予選仕様に比べ、ダウンフォースは53%増加、空力的効率は66%増加した。
「919・トリビュート・ツアー」の一環として、919ハイブリッドEvoは2018年を通し、各地のイベントにてデモ走行を行う予定となっている。デモ走行は、2018年の「ニュルブルクリンク24時間レース」、「グッドウッド・フェスティバル・オブ・スピード」、ブランズ・ハッチでの「フェスティバル・オブ・ポルシェ」、ラグナ・セカでの「ポルシェ・レンシュポルト・リユニオンVI」で行われる。
2018年6月29日、ティモ・ベルンハルトはニュルブルクリンク北コースで919ハイブリッドEvoを走らせ、5分19秒546の最速ラップタイムを記録した。これにより、ステファン・ベロフがポルシェ・956で記録し、長年更新されなかった6分11秒13のラップレコードが破られた。このタイムを記録した周回で、最高時速は369.4 km/h (229.5 mph)を記録しており、1周の平均時速は233.8 km/h (145.3 mph)だった。この記録は、後に登場したフォルクスワーゲン・ID.Rでも全く歯が立たない（6分5秒）ほどの速さのタイムであった。

## 919 tribute
ポルシェでは919ハイブリッドEvoと同時に、919を完全な電気自動車（EV）仕様とした「919 tribute」も開発している。2018年6月には上述の「919・トリビュート・ツアー」の一環で来日し、富士スピードウェイ及び箱根ターンパイクでのデモ走行を行った。

## 919ストリート

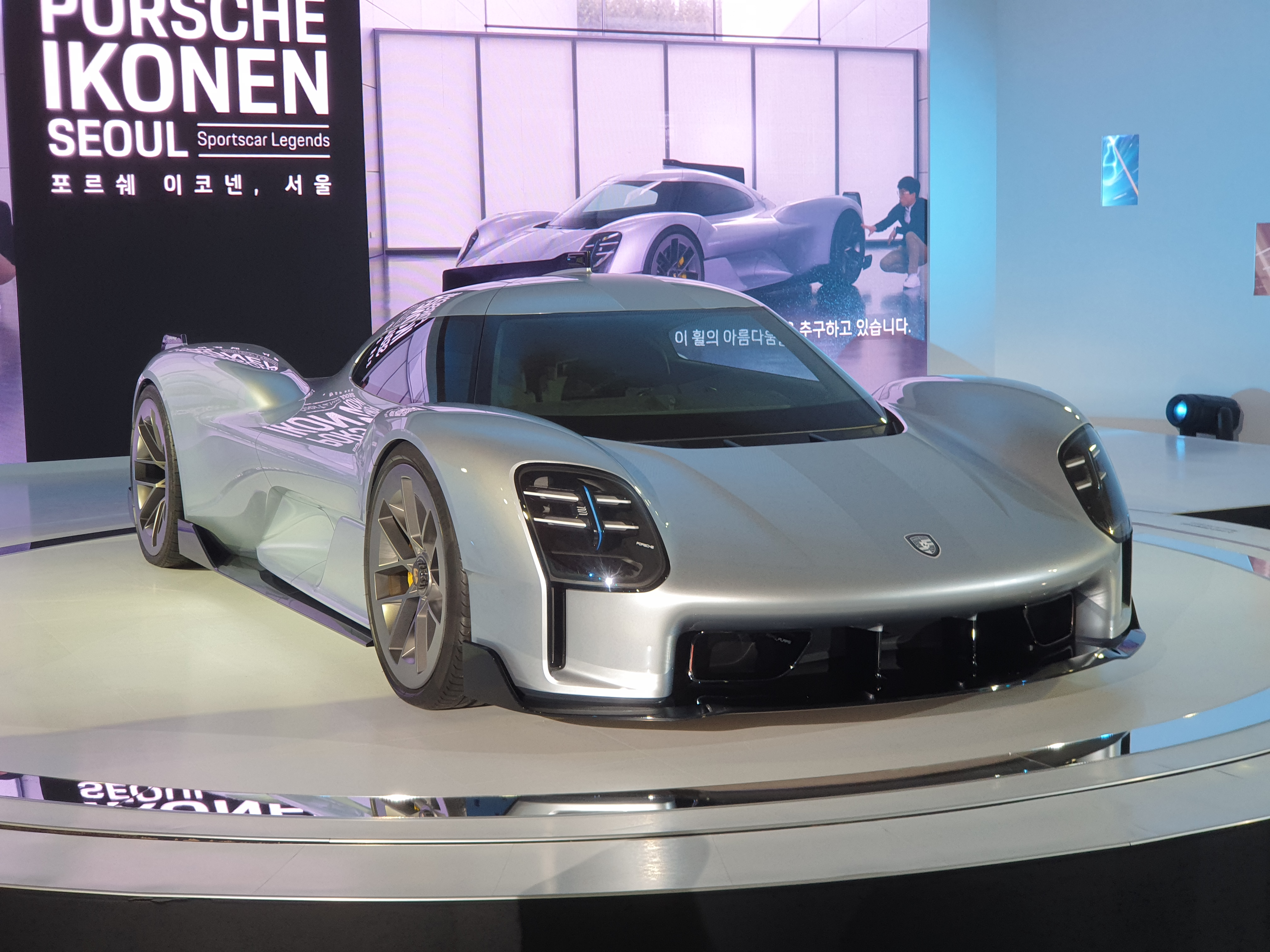
919ストリート

2017年に開発された919のロードカーモデル。メカニズムはレーシングカーのそれとほぼ同一で、システム全体の最高出力は900 PSに達する。ポルシェが2017年限りでWECから撤退した事を受け、本車の開発も中止となった。